# Lügenmuseum
Das Lügenmuseum (auch: Lüseum) ist ein privates Gesamtkunstwerk und Museum für zeitgenössische Kunst in Radebeul bei Dresden. Es wurde am 1. April 1990 vom Objektkünstler Reinhard Zabka in der Ostprignitz gegründet und ist heute im ehemaligen Gasthof Serkowitz untergebracht. Das Museum verbindet Elemente von zeitgenössischer Kunst, romantischer Ironie, historischer Sammlungen (z. B. Raritätenkabinett, Wunderkammer) und Kunsthandwerk mit musealen Formen und politischer Bildung.

## Geschichte
Das Lügenmuseum wurde 1990 in einer Bauernkate in der Ostprignitz gegründet. 1997 zog es in das Gutshaus Gantikow in Brandenburg. Seit 2012 ist es im Gasthof Serkowitz in Radebeul ansässig, einem über 700 Jahre alten, denkmalgeschützten Gebäude, das von der Stadt zur Verfügung gestellt und mit öffentlichen Mitteln saniert wurde. In den vergangenen Jahrzehnten haben über 250 Künstlerinnen und Künstler im Museum gearbeitet.

## Konzept
Das Museum versteht sich als fiktionales Museum. Es bildet ein radikales Gesamtkunstwerk, indem es Elemente eines Kunstmuseums, eines Heimatmuseums, eines Künstlerhauses, offener Ateliers und soziokultureller Räume miteinander kombiniert. In 16 thematisch gestalteten Räumen werden Lichtinstallationen, kinetische Objekte, Fundstücke, Klangräume und inszenierte Alltagsobjekte präsentiert.
Die künstlerische Praxis ist beeinflusst von Dada, Fluxus und der Idee des erweiterten Kunstbegriffs. Die Bezeichnung „Lügenmuseum“ verweist auf bewusst fiktionalisierte Darstellungen, die zur Reflexion über Wahrheit, Erinnerung und gesellschaftliche Konstruktionen anregen sollen. Fiktive Figuren wie „Emma von Hohenbüssow“ und „Richard von Gigantikow“ – Alter Egos des Künstlers – treten in den Ausstellungen auf.

## Trägerschaft und Ausrichtung
Das Museum wird vom gemeinnützigen Verein Kunst der Lüge e. V. getragen und durch einen Freundeskreis unterstützt. Es versteht sich als Ort kultureller Selbstermächtigung (Empowerment), partizipativer Vermittlungsarbeit und politischer Bildung. Neben den Ausstellungen finden Workshops, Performances und Veranstaltungen statt.

### Vermittlung und Nachhaltigkeit
Das Museum verfolgt einen experimentellen und inklusiven Vermittlungsansatz. Besuchende werden ermutigt, die Installationen interaktiv zu erleben und eigene Deutungen einzubringen. Nachhaltigkeit spielt eine zentrale Rolle, etwa durch ressourcenschonende Praxis und die Zusammenarbeit mit lokalen Akteuren und Akteurinnen.

## Debatte um den Standort
Im Jahr 2024 kündigte die Stadt Radebeul dem Museum das Nutzungsverhältnis im Gasthof Serkowitz. Dies löste eine Debatte über die Rolle unabhängiger Kulturorte aus. Der Museologe Oliver Rump bezeichnete das Museum als eine moderne Form der Wunderkammer und betonte dessen kulturpolitische Relevanz.

## Zitat
„Sobald man aber das Schloss betreten hat, wird die Unterscheidung zwischen Schein und Sein durchaus schwierig, denn die ausgestellten Objekte und Installationen sind nicht, was sie sind. Es sind Reliquien einer traumatisch eingestürzten Inneneinrichtung namens DDR. Es sind Kompositionen aus heiligen Resten, aus Alltagskram, der hier in einer Weise zweckentfremdet oder aus seiner dienenden Rolle erlöst und zum Selbstzweck wird, dass der kunstvoll neue Zusammenhang die Dinge als ihre eigene Karikatur oder Verherrlichung erscheinen lässt. Hier ward das ‚Wahnsinns‘ -Wort der Wende wahr: Altäre mit Wimpeln und Orden und Walter-Ulbricht-Fotos, das Mausoleum mit einer darin aufgebahrten verdienten Maus des Volkes. Das meiste aber ist gar nicht irgendwie gemeint, will an gar nichts mehr erinnern, hat die Erinnerung an sich selbst fast aufgegeben und kreist als nutzloses Spielwerk lächelnd um sich selbst: ‚Maschinen, die ins Leere laufen‘“